# Taborfriedhof

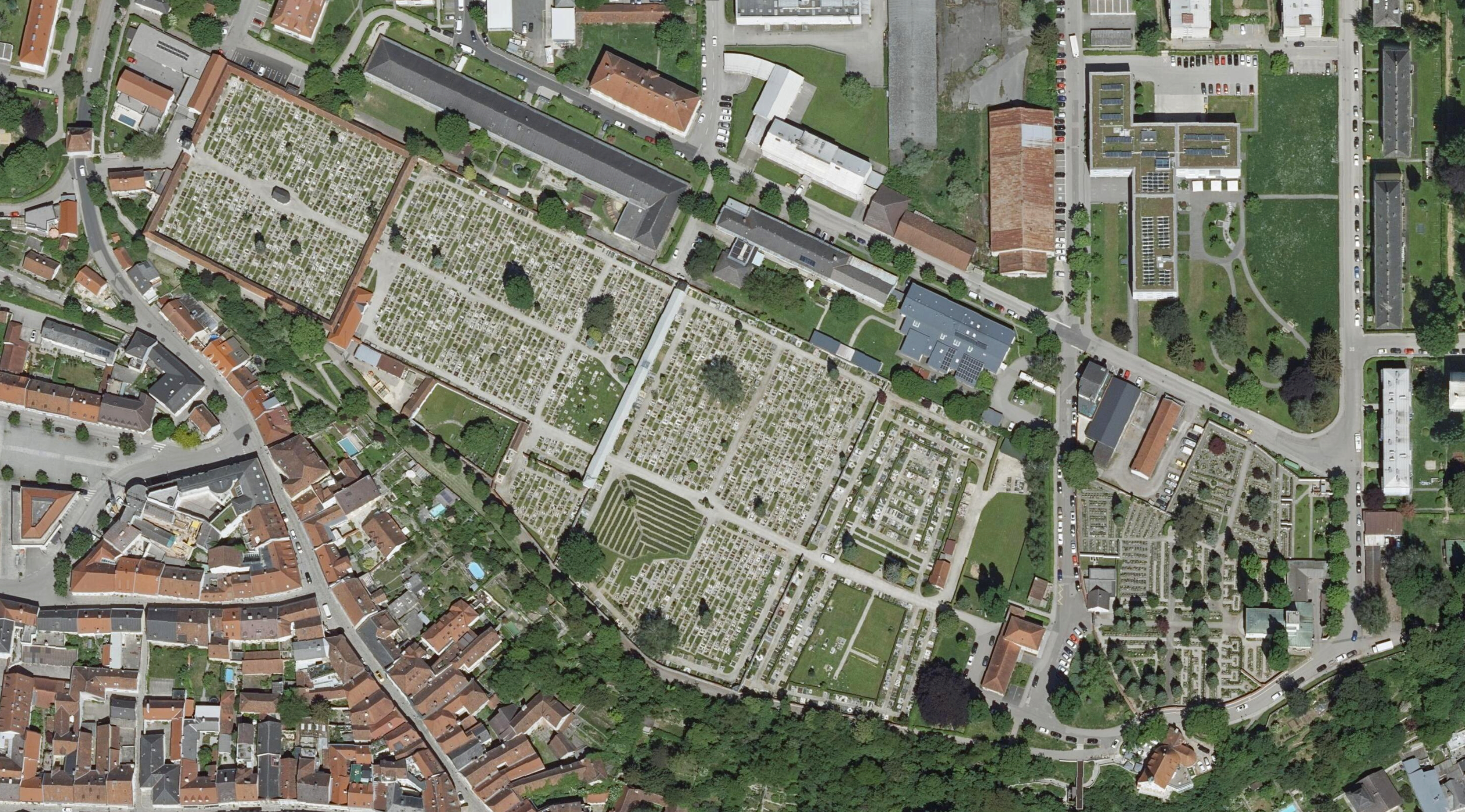
Luftaufnahme des Taborfriedhofs und des Urnenfriedhofs (rechts)

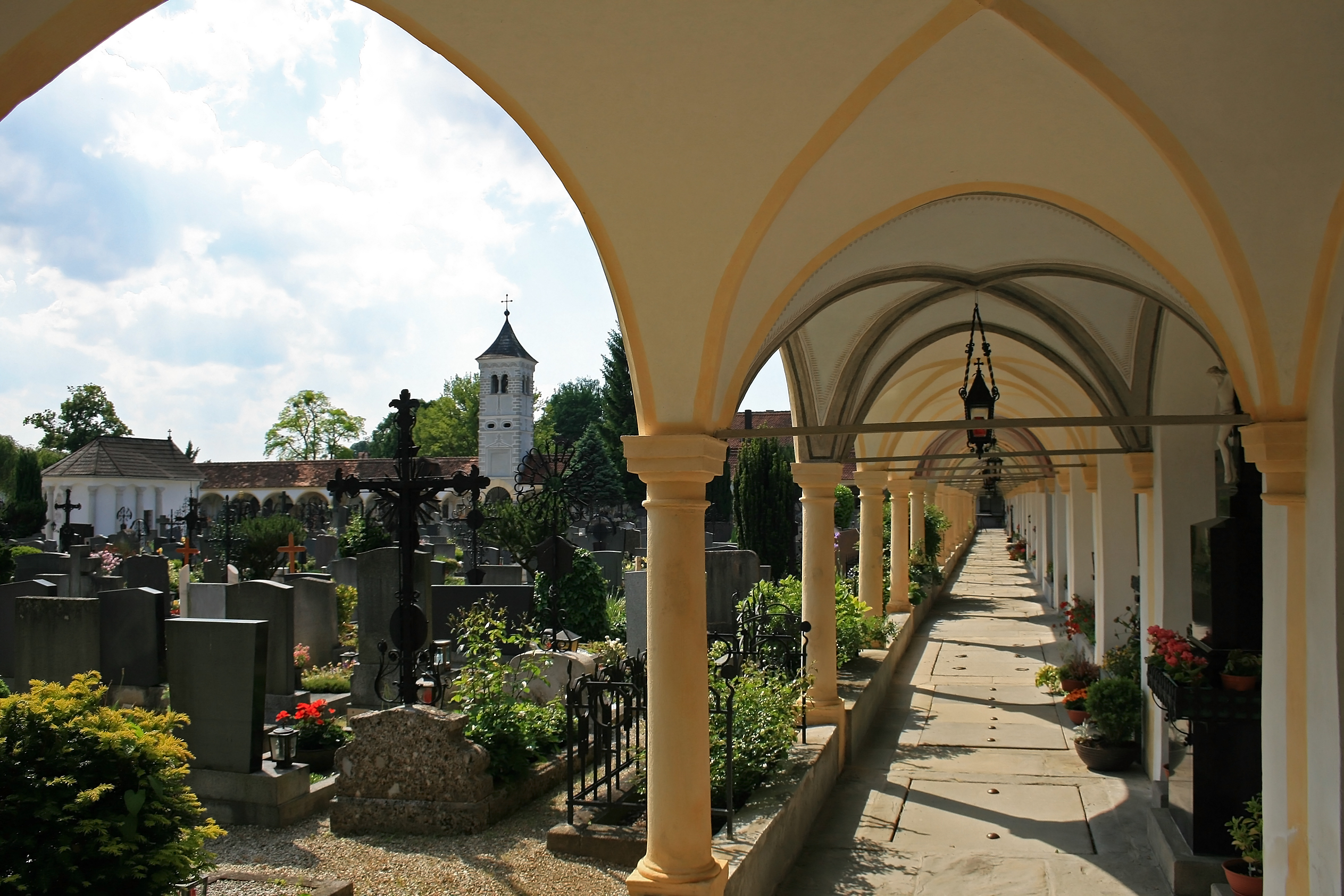
Blick aus einem der Arkadengänge zum Hauptportal

Der Taborfriedhof in Steyr ist ein Großfriedhof mit vier Hektar Ausdehnung und 8500 Gräbern im Stadtteil Tabor. Zu den ältesten, 1584 fertiggestellten Teilen gehören der Renaissance-Torbogen am Eingang und ein Arkadengang mit 84 Grüften. Der Erdfriedhof gehört der Stadtpfarre Steyr und der Vorstadtpfarre St. Michael. Der benachbarte Urnenfriedhof mit dem Krematorium eröffnete 1927 und untersteht dem Magistrat Steyr.

## Geschichte und Architektur
Der ursprüngliche Begräbnisplatz der Stadt Steyr lag bei der Stadtpfarrkirche, allerdings war dieser während der Pest 1541/42 rasch überfüllt. Ein neuer, im „Weichselgarten“ beim Bruderhaus in der Sierningerstraße erwies sich jedoch bald als ungeeignet, denn 1569 begann das Gelände gegen den Wehrgraben hin abzurutschen. Bis 1572 konnte das heutige Grundstück erworben werden; durch ein zerstörerisches Hochwasser an Enns und Steyr wurde das bereitgestellte Geld jedoch vorerst anders gebraucht. Erst 1583 konnte mit dem Bau von Torbogen und Arkadengang begonnen werden. Letzterer ist reich mit Malereien und Plastiken geschmückt. Bei diesem ältesten Teil des Friedhofs handelt es sich um einen Campo Santo (heiliges Feld) mit quadratischem Grundriss. Eine Spruchinschrift über dem Torbogen nennt 1584 als Jahr der Fertigstellung.
Während der Reformationszeit wurde der Friedhof nicht geweiht, dies geschah erst am 31. August 1628 durch Abt Anton II., Spindler von Garsten. Aus demselben Jahrhundert stammt auch eine Kapelle. Erstmals erweitert wurde die Anlage 1841 bis 42, dabei wurde der hintere Turm abgerissen um ein größeres Tor zu schaffen. Ab April 1874 richtete die jüdische Gemeinde einen eigenen separaten Friedhof ein, der laut Friedhofsregister 141 Gräber umfasst. Außerdem befindet sich dort ein Massengrab von über 100 ungarischen Juden, den Opfern eines Todesmarsches in den letzten Kriegstagen. An einen eingeebneten Kinderfriedhof erinnert ein Gedenkstern. Nach Friedrich Uprimny, einem 1939 geflohenen Steyrer Juden, ist die Uprimnystiege benannt, die vom Wieserfeldplatz zu einem Nebeneingang (Friedhofsverwaltung) führt. Uprimny kehrte als einziger Bürger jüdischer Abstammung nach dem Krieg zurück, widmete sich zuletzt der Instandsetzung des jüdischen Friedhofes und verstarb 1992.
Aus dem Jahr 1892 stammt ein durch eine Mauer vom katholischen Friedhof abgegrenzter evangelischer Teil. Eine neuerliche Erweiterung stammt aus dem Jahr 1909. Der Verein Heimatpflege richtete gegen Ende des Ersten Weltkrieges einen Soldatenfriedhof ein, dieser wird seit 1938 von der Stadt verwaltet. Da die katholische Kirche Brandbestattungen ablehnte, wies der Gemeinderat dem Verein „Die Flamme“ 1926 ein benachbartes Grundstück für einen Urnenhain zu (Urnenfriedhof am Tabor). 1927 eröffnete dort das von dem Architekten Franz Koppelhuber geplante Steyrer Krematorium. 1945 wurde der katholische Friedhof vergrößert und 1950 ein Kriegerfriedhof neben dem alten Soldatenfriedhof geweiht. Am 5. November 1953 beschloss der Stadtrat die Übernahme von Ehrengräbern. Seit dem Jahr 2000 wurde der Friedhof umfassend renoviert.
Der Erdfriedhof untersteht der Stadtpfarre Steyr und der Vorstadtpfarre St. Michael, der benachbarte Urnenfriedhof dagegen dem Magistrat.

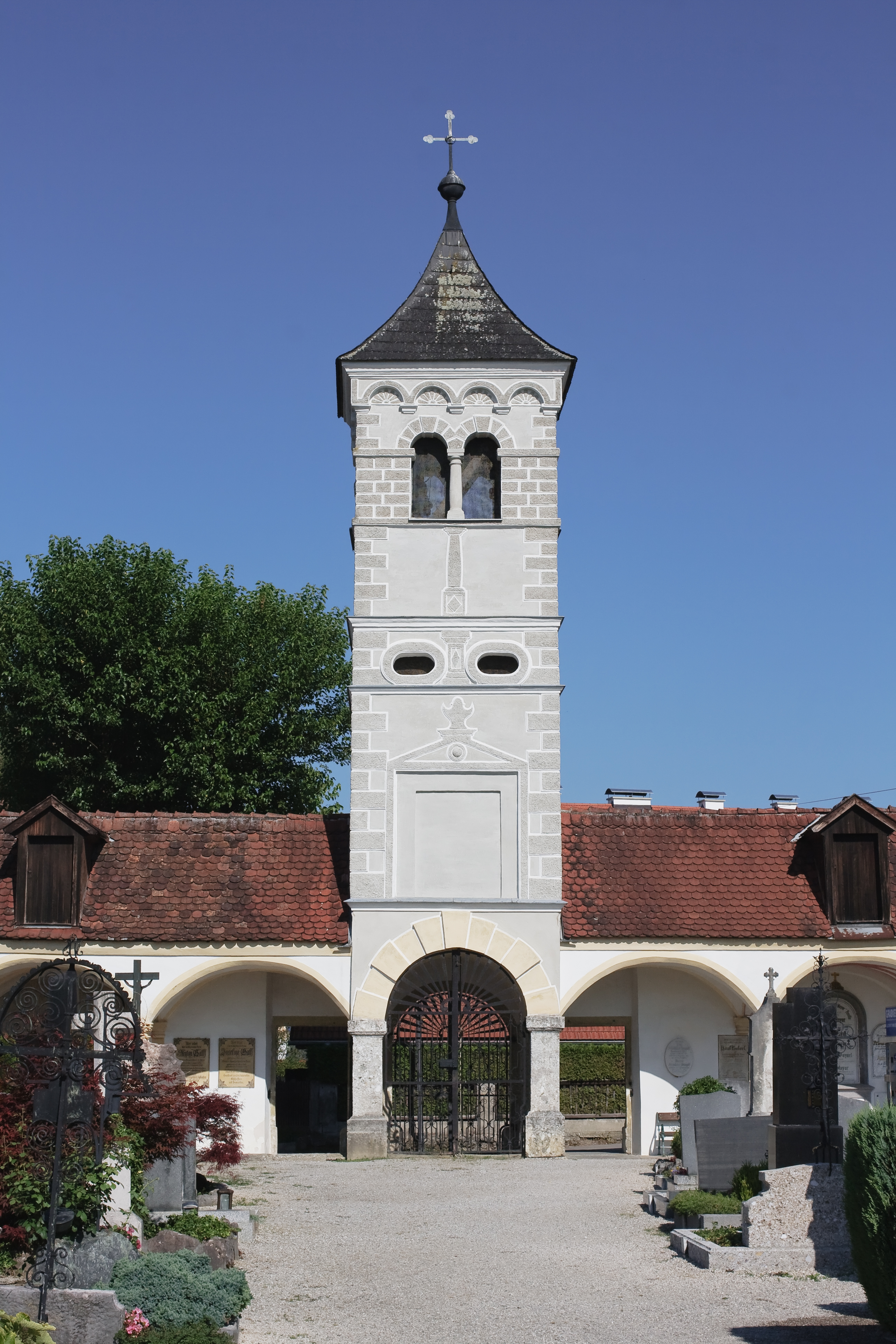
Hauptportal und Torturm
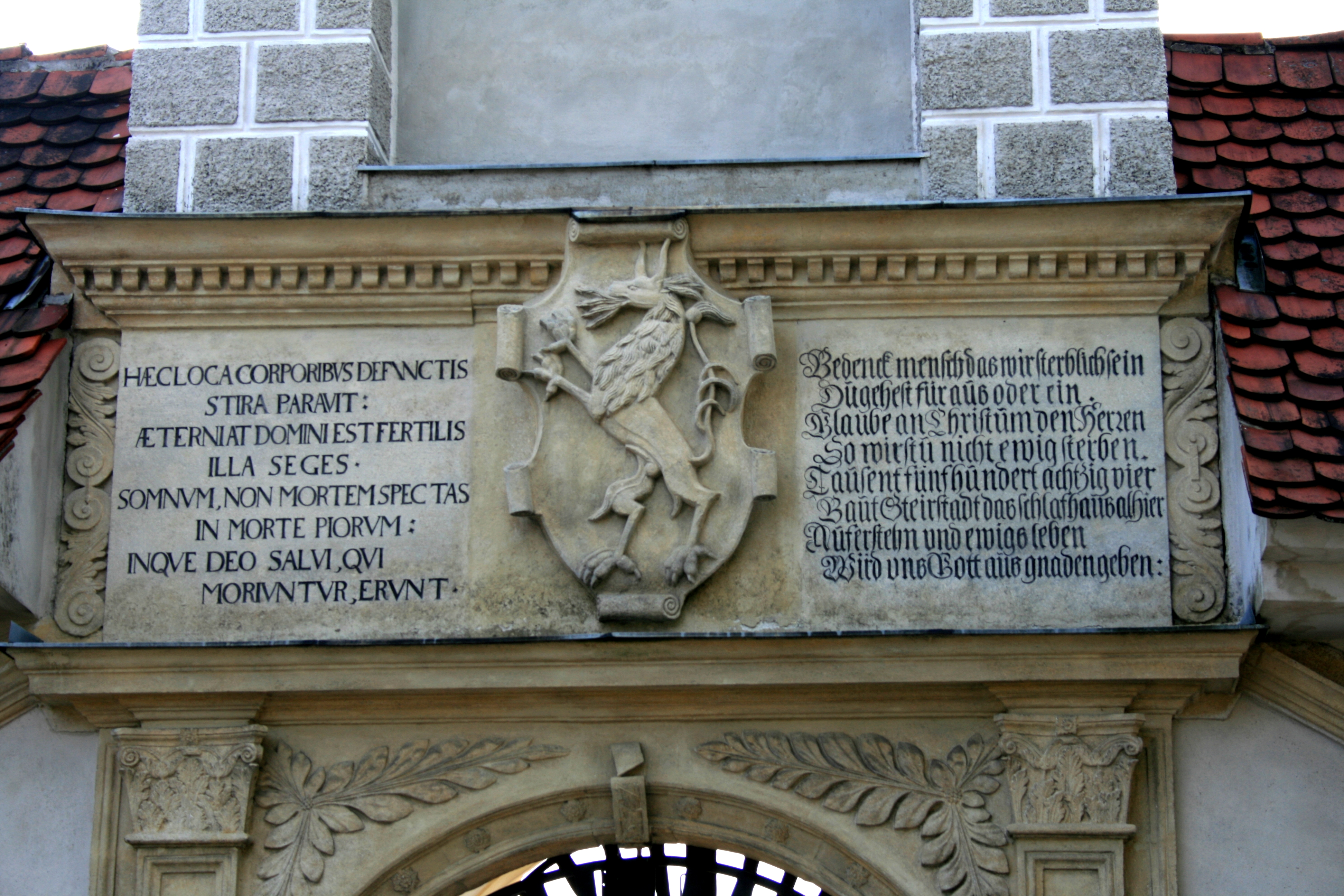
Lateinische und deutsche Widmungsinschrift über dem Hauptportal
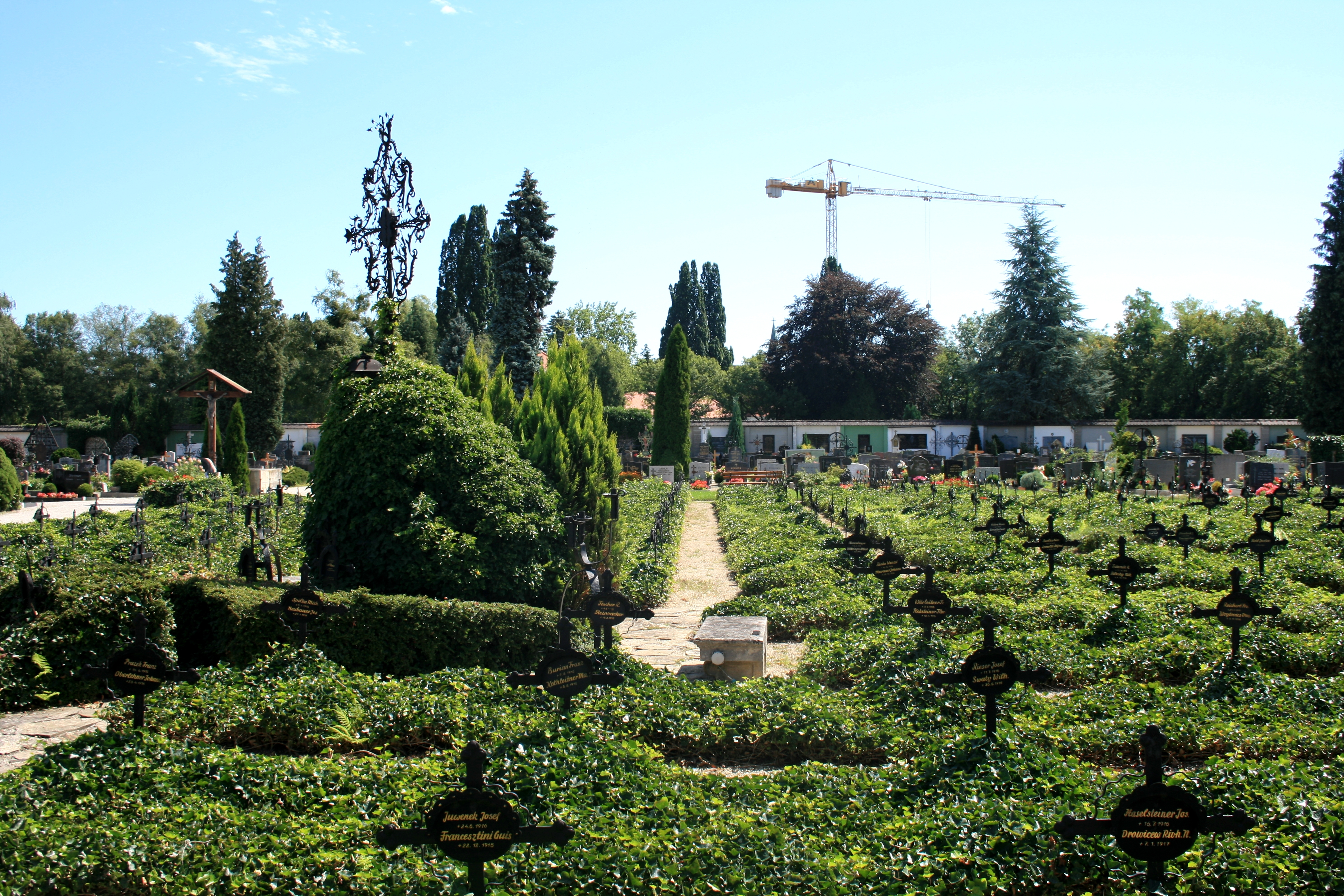
Soldatengräber
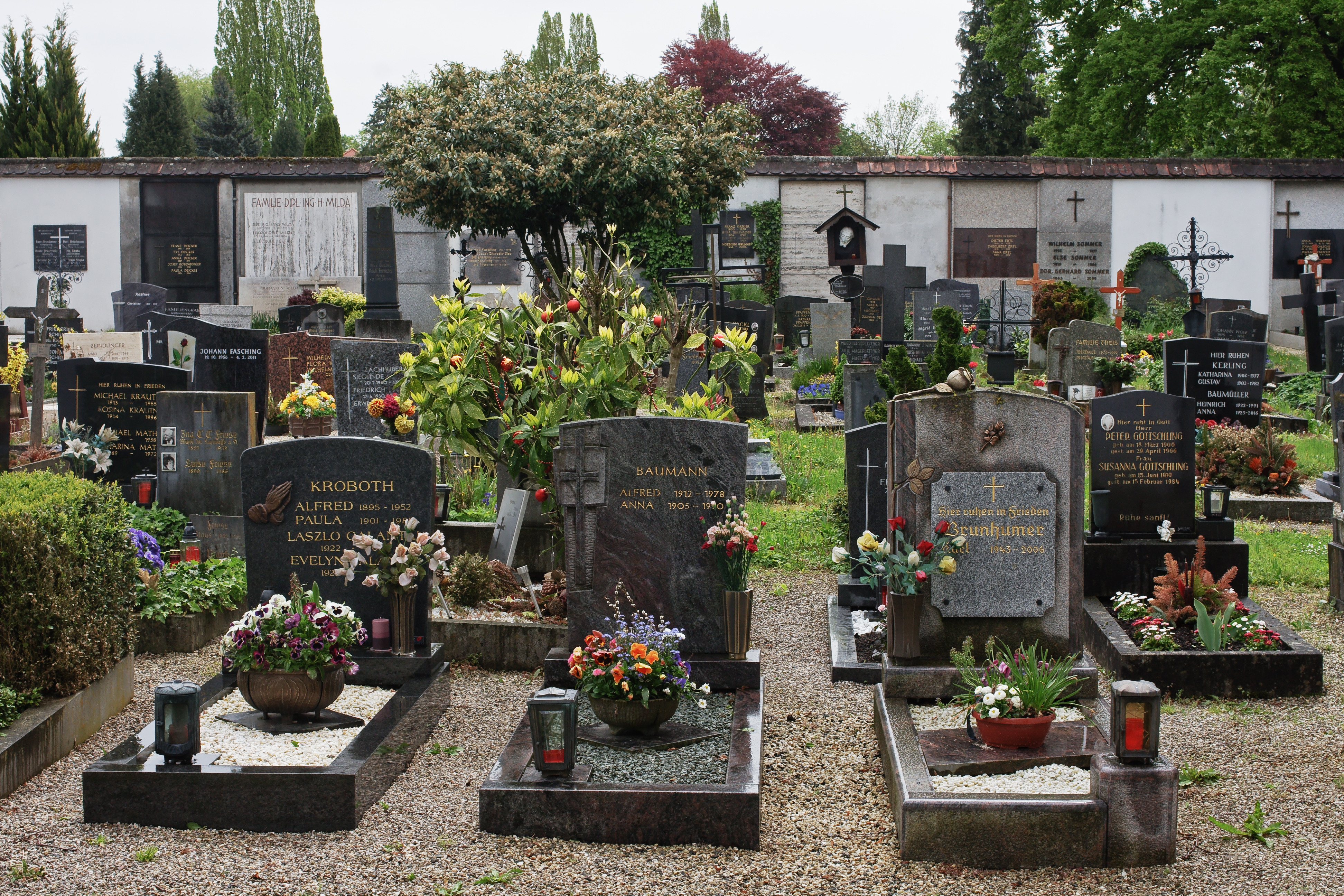
Der alte evangelische Friedhof
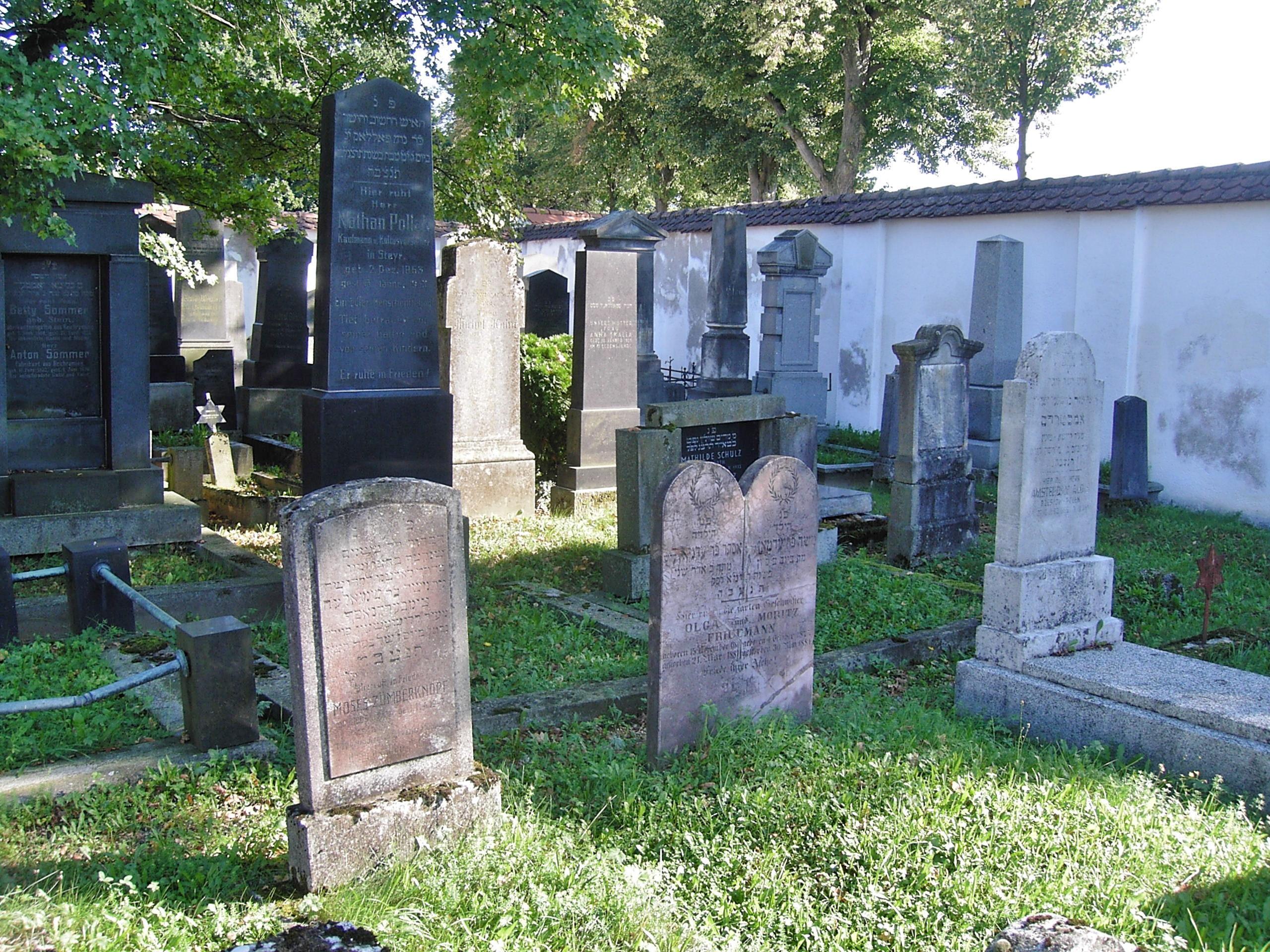
Gräber im jüdischen Friedhof
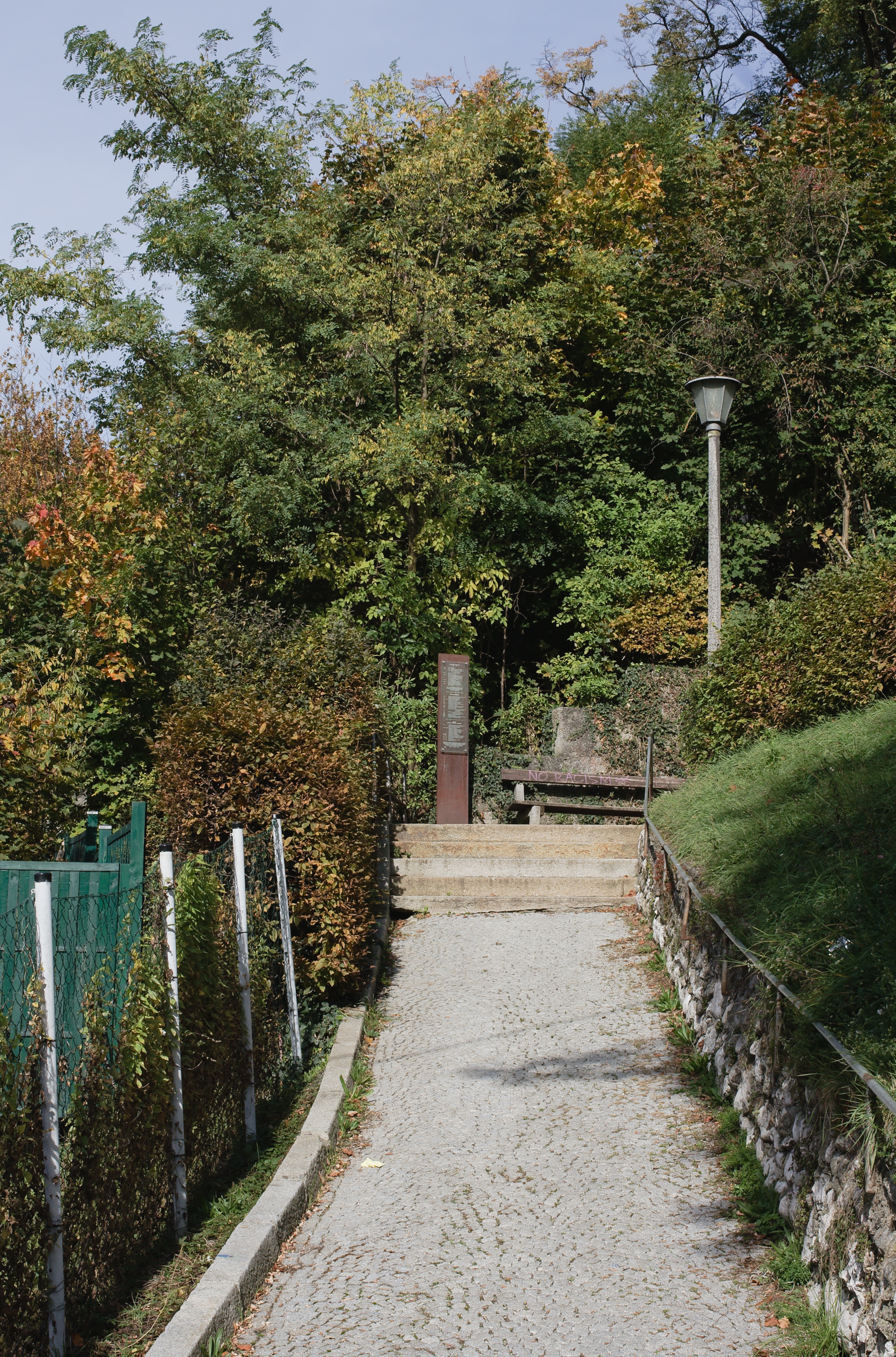
Uprimnystiege

### Gräber
- Jakob Kompaß (Bürgermeister, 1864 gewählt – Verdienste um die Errichtung der Kronprinz-Rudolf-Bahn von Kleinreifling nach St. Valentin)[5][9]
- Josef Werndl (1831–1889), Waffenproduzent
- Ludwig Werndl (1847–1890), Messerfabrikant. Familiengruft mit Gedenktafel für Leopold Werndl (1866–1914), seinen im 1. Weltkrieg gefallenen Sohn.[10]
- Karl Holub (1830–1903), Waffentechniker, Erfinder des Tabernakelverschlusses
- Anton Spitalsky (1831–1909), Technischer Direktor der Österreichischen Waffenfabriksgesellschaft
- Ignaz Freiherr Trollmann von Lovcenberg (1860–1919), k.u.k. General
- Johann Buchmayer (1914–1934), Sozialdemokrat, bei den Februarkämpfen 1934 in Steyr getötet[11]
- Michael Blümelhuber (1865–1936), Grafiker – Stahlschnitt
- Marlen Haushofer (1920–1970), Schriftstellerin[12]
- Franz Josef Hartlauer (1944–2000), Gründer der Fotohandelskette Hartlauer

### Bilder der Grabstätten

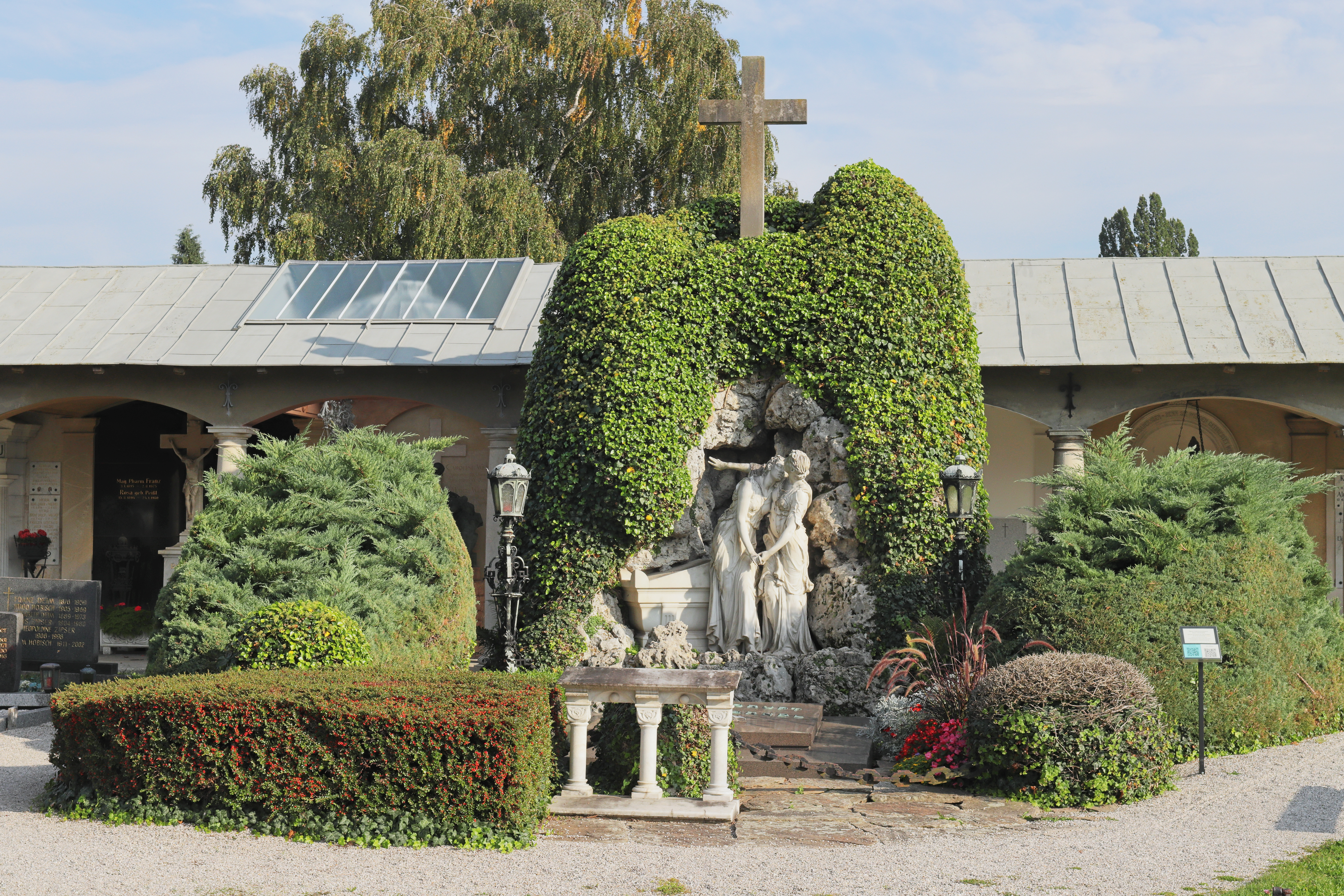
Familiengruft Josef Werndl
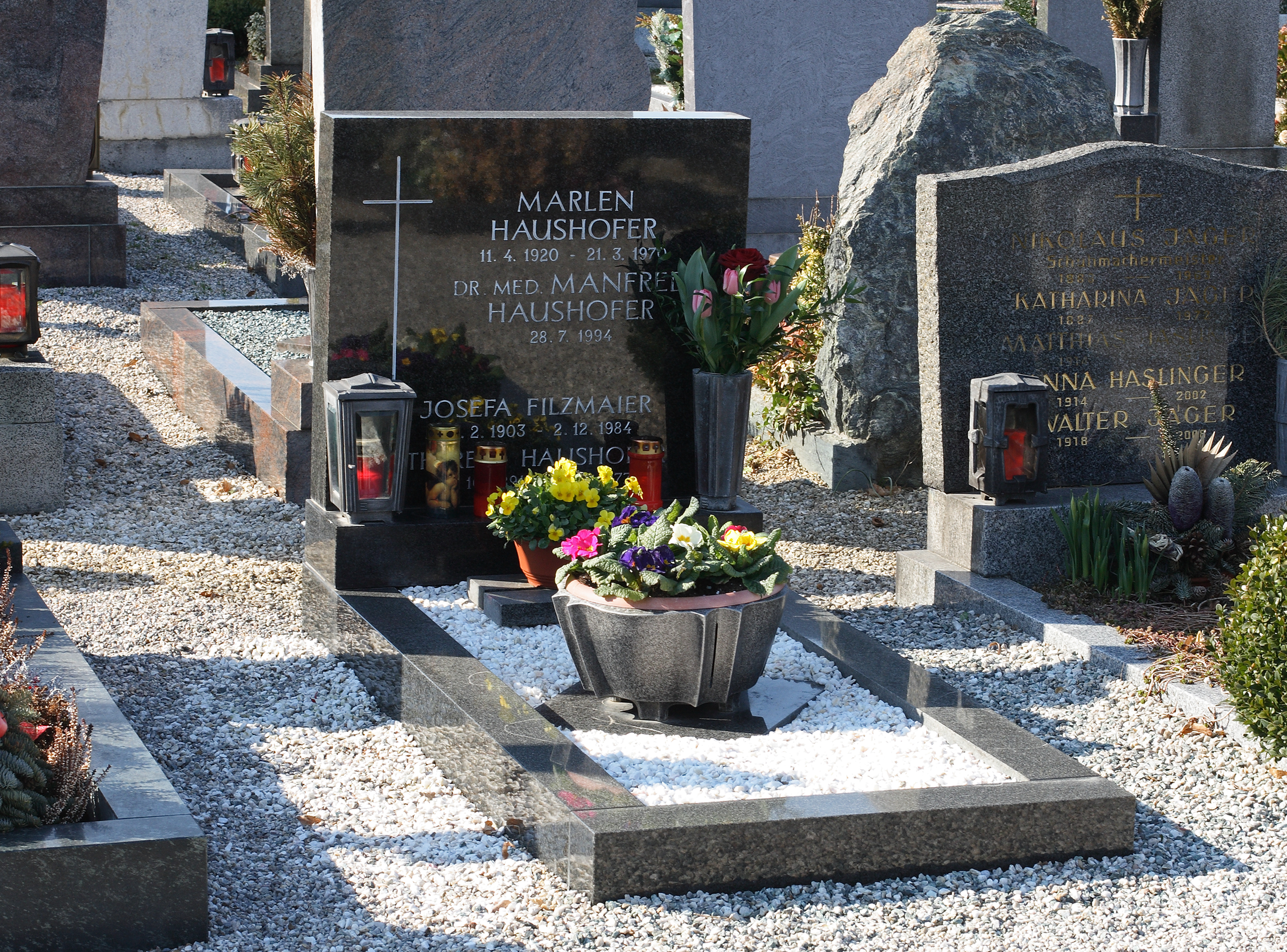
Grab Marlen Haushofers
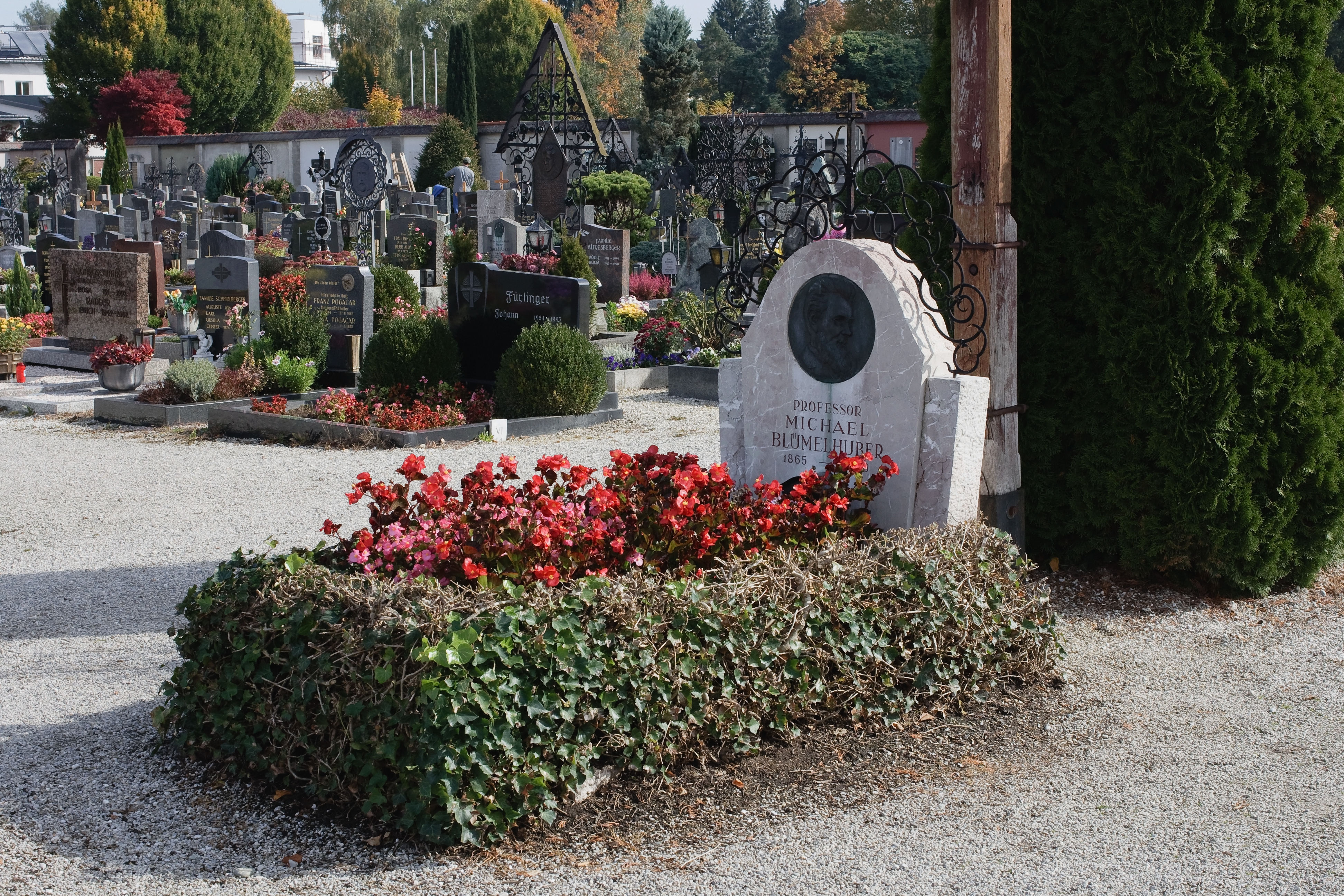
Grab Michael Blümelhubers
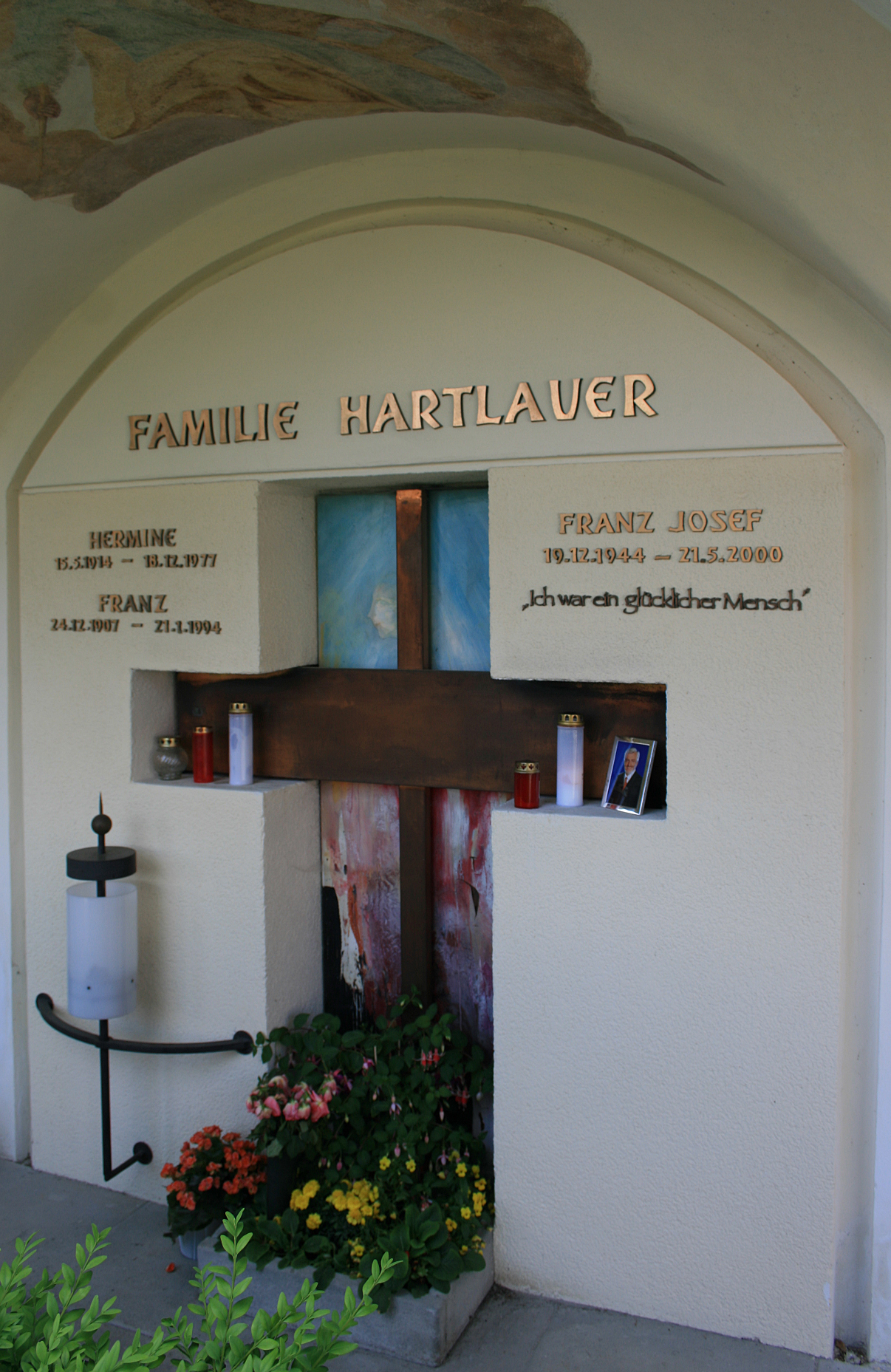
Hartlauergruft
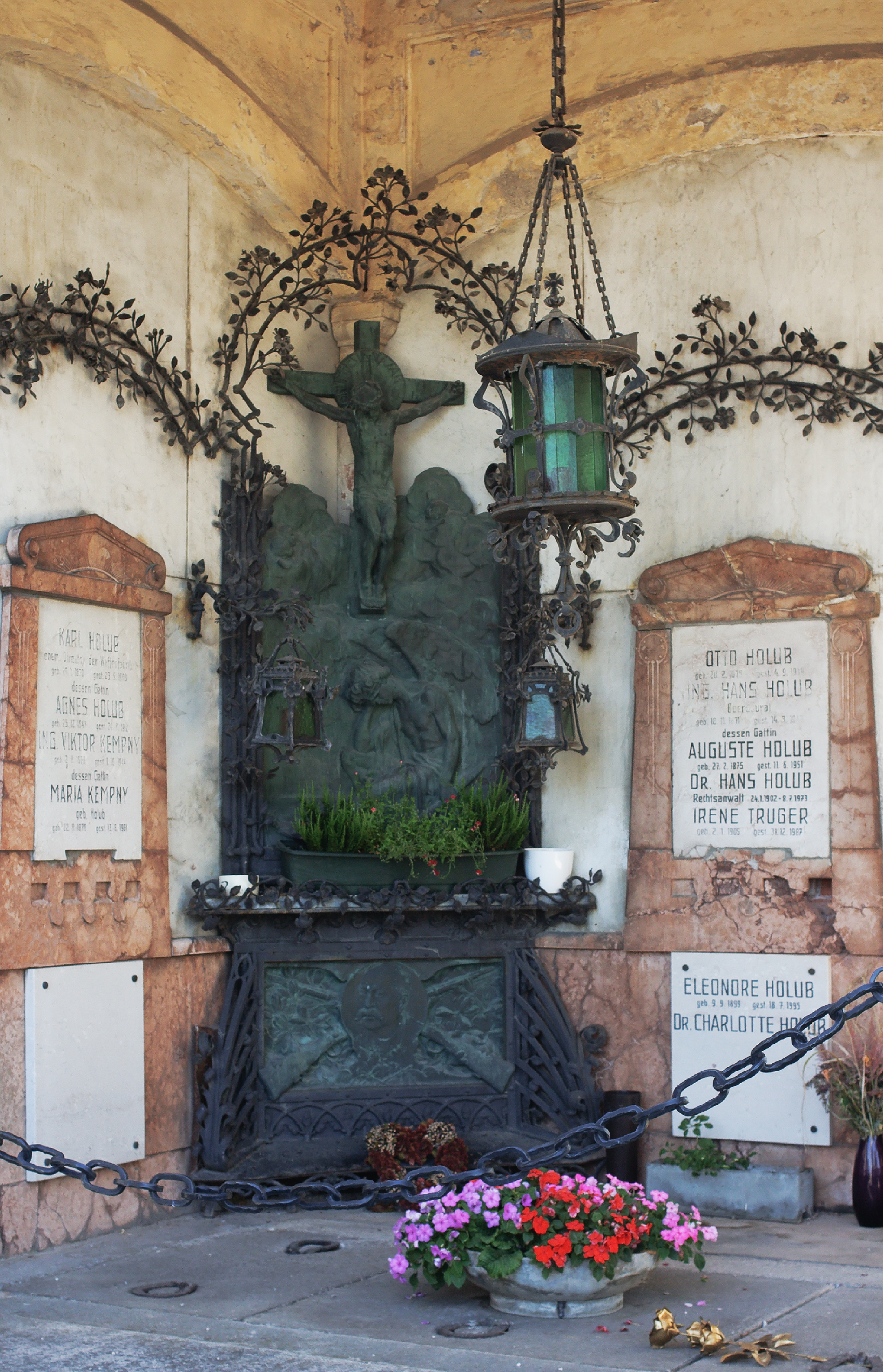
Holub-Gruft
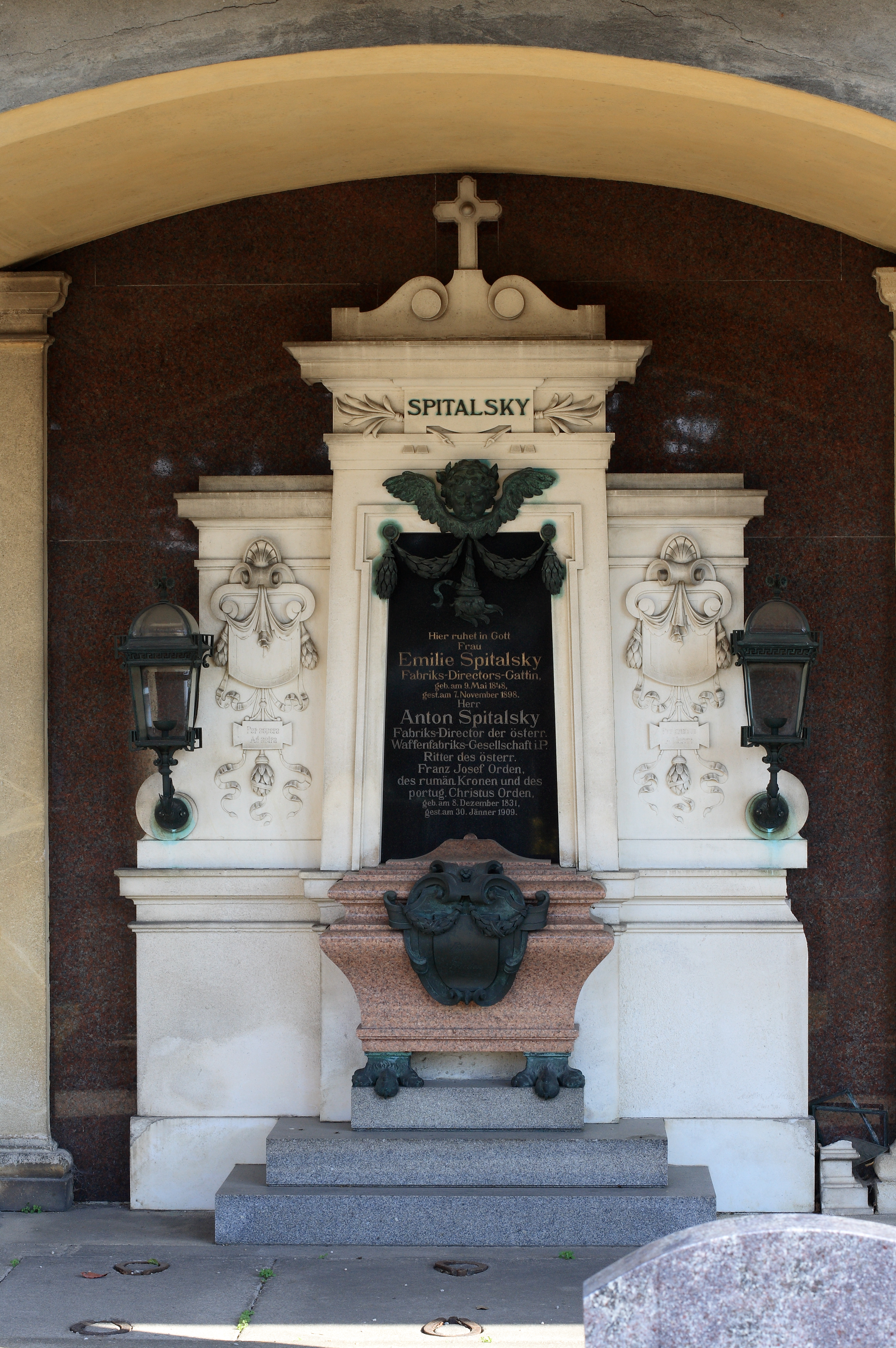
Spitalsky-Gruft
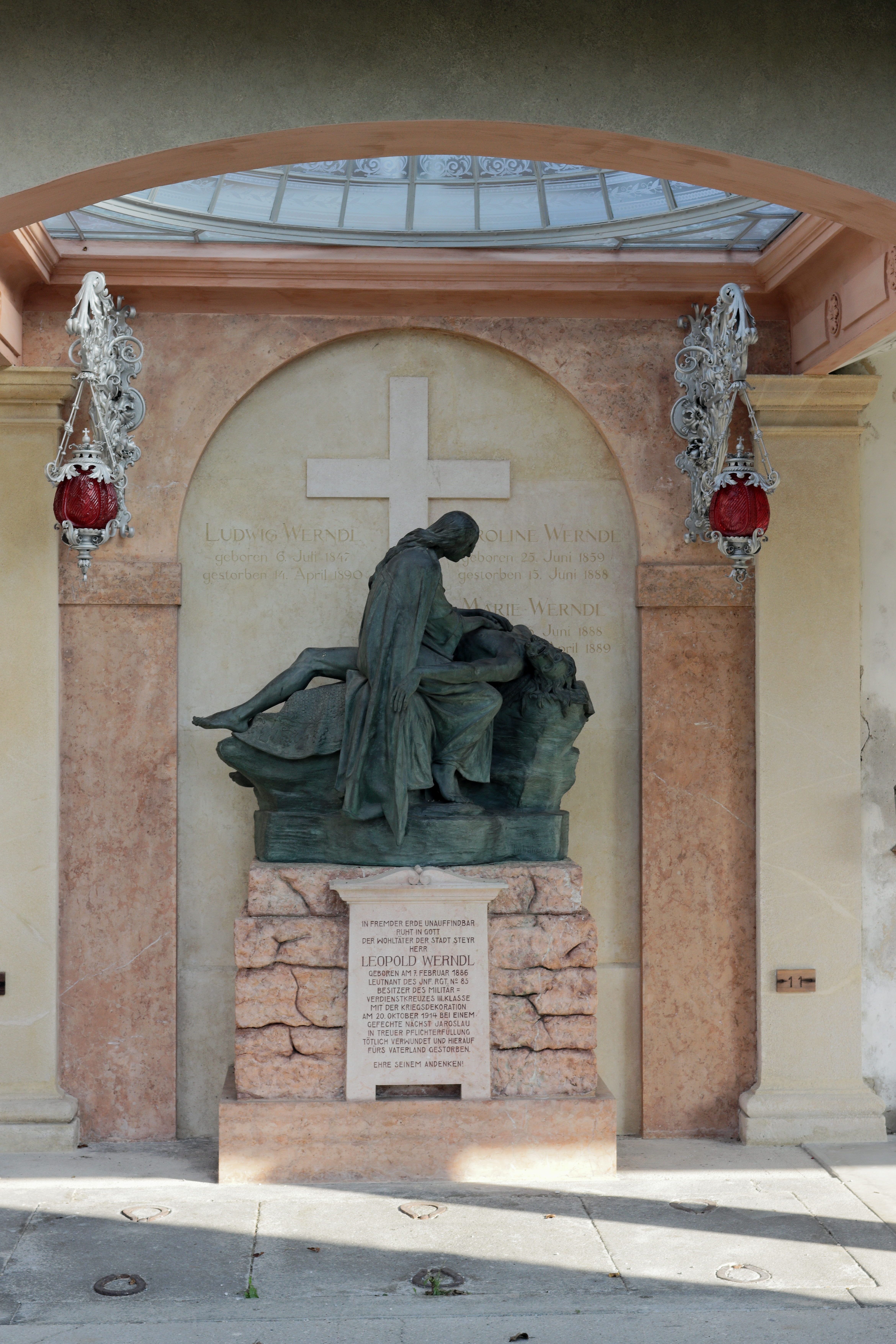
Arkadengruft Ludwig Werndl
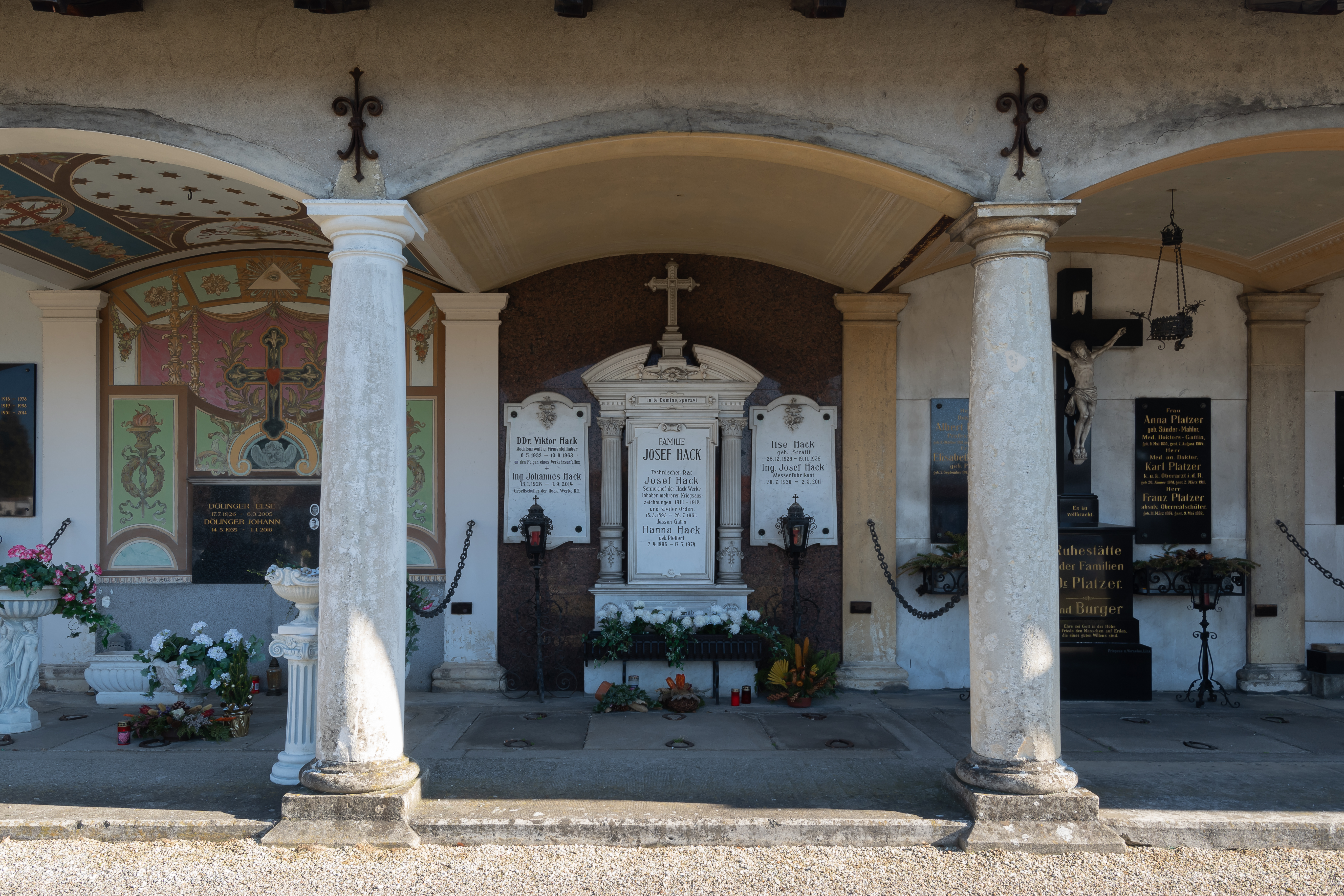
Hack-Gruft